# Heidi Mayne
Pour les articles homonymes, voir Mayne.
Heidi Mayne, née le 27 septembre 1979 à Cherry Hill dans le New Jersey, est une actrice américaine de films pornographiques.

## Filmographie sélective
- 2013 : Anal Wreckage 6
- 2012 : My Girlfriend Loves Girls 2
- 2011 : Interracial Lesbian Tryouts
- 2010 : Women Seeking Women 61
- 2010 : The Violation of Amy Brooke
- 2009 : The Violation of Sindee Jennings
- 2009 : Big Toy Orgy
- 2008 : Wedding Bells Gang Bang 2
- 2008 : Icon

## Récompenses et nominations
- 2009 AVN Award winner – Best Group Sex Scene – Icon
- 2009 AVN Award nominee – Most Outrageous Sex Scene - Wedding Bells Gang Bang 2
- 2010 AVN Award nominee - Best All-Girl Group Sex Scene - Big Toy Orgy